# Солсбери (Мисури)
Солсбери (енгл. Salisbury) град је у америчкој савезној држави Мисури.

## Демографија
По попису из 2010. године број становника је 1.618, што је 108 (-6,3%) становника мање него 2000. године.
| Група             | 2000.         | 2010.         |
| Белци             | 1.628 (94,3%) | 1.554 (96,0%) |
| Афроамериканци    | 73 (4,2%)     | 34 (2,1%)     |
| Азијати           | 3 (0,2%)      | 1 (0,1%)      |
| Хиспаноамериканци | 10 (0,6%)     | 4 (0,2%)      |
| Укупно            | 1.726         | 1.618         |